# 三氟乙酸酐
三氟乙酸酐，简称TFAA，化学式 (CF
3CO)
2O，是三氟乙酸的酸酐。它是乙酸酐对应的全氟化合物。

## 制备
三氟乙酸酐最初是由三氟乙酸被五氧化二磷脱水而成。这个脱水反应也可以由过量的二氯乙酰氯来反应：
2 CF3COOH + Cl2CHCOCl → (CF3CO)2O + Cl2CHCOOH + HCl

## 用处
在有机合成中，三氟乙酸酐有很多用处。
作为一种液体，它引入三氟甲基的反应要比对应的酰氯——三氟乙酰氯（常温下是气体）来的方便。 
类似乙酸酐, 三氟乙酸酐可用作脱水剂和普梅雷尔重排反应 的活化剂。
在斯文氧化反应中，它可以代替草酰氯，使反应温度可以上升到 −30 °C。
在其存在下，碘化钠可以把亚砜还原成硫醚。
三氟乙酸酐是三氟乙酸推荐的干燥剂。